# Cimetière des Pommiers
Le cimetière des Pommiers est un des deux cimetières communaux de la commune de Villejuif dans le département du Val-de-Marne.

## Historique

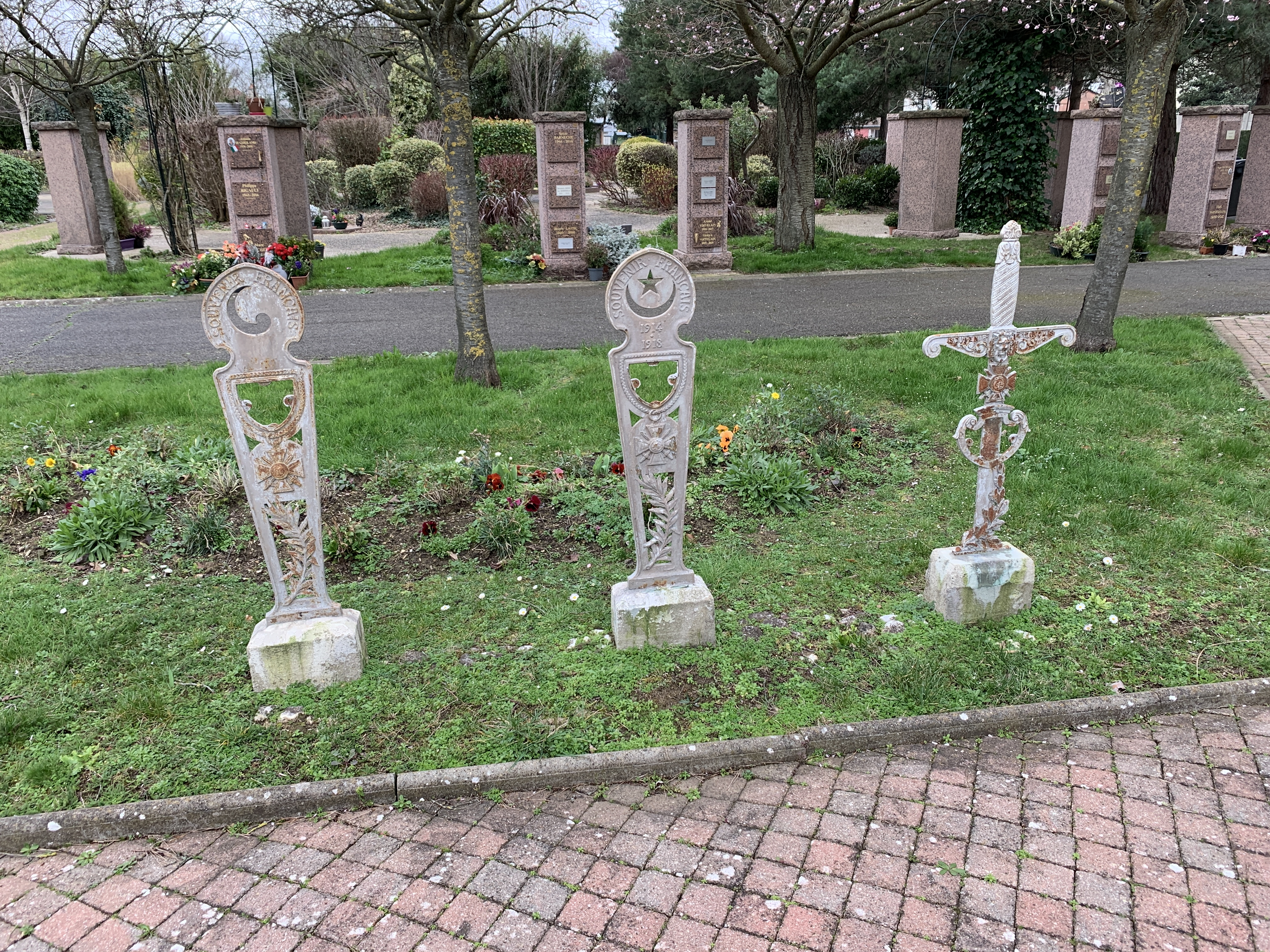
Tombes militaires datant de la première guerre mondiale.

Il existait à Villejuif un asile d'aliénés, devenu aujourd'hui l'établissement public de santé Paul-Guiraud. Le Conseil général décida par une délibération du 12 mai 1881, de construire un cimetière destiné aux malades de cet hôpital, dont beaucoup étaient sans famille. Le 12 avril 1883 fut acquis à cet effet un terrain de 2,55 hectares au lieu-dit Le pommier du Bois.
Il a été ouvert au public en 1972. Des extensions ont été créées en 2001 et 2007.

## Description

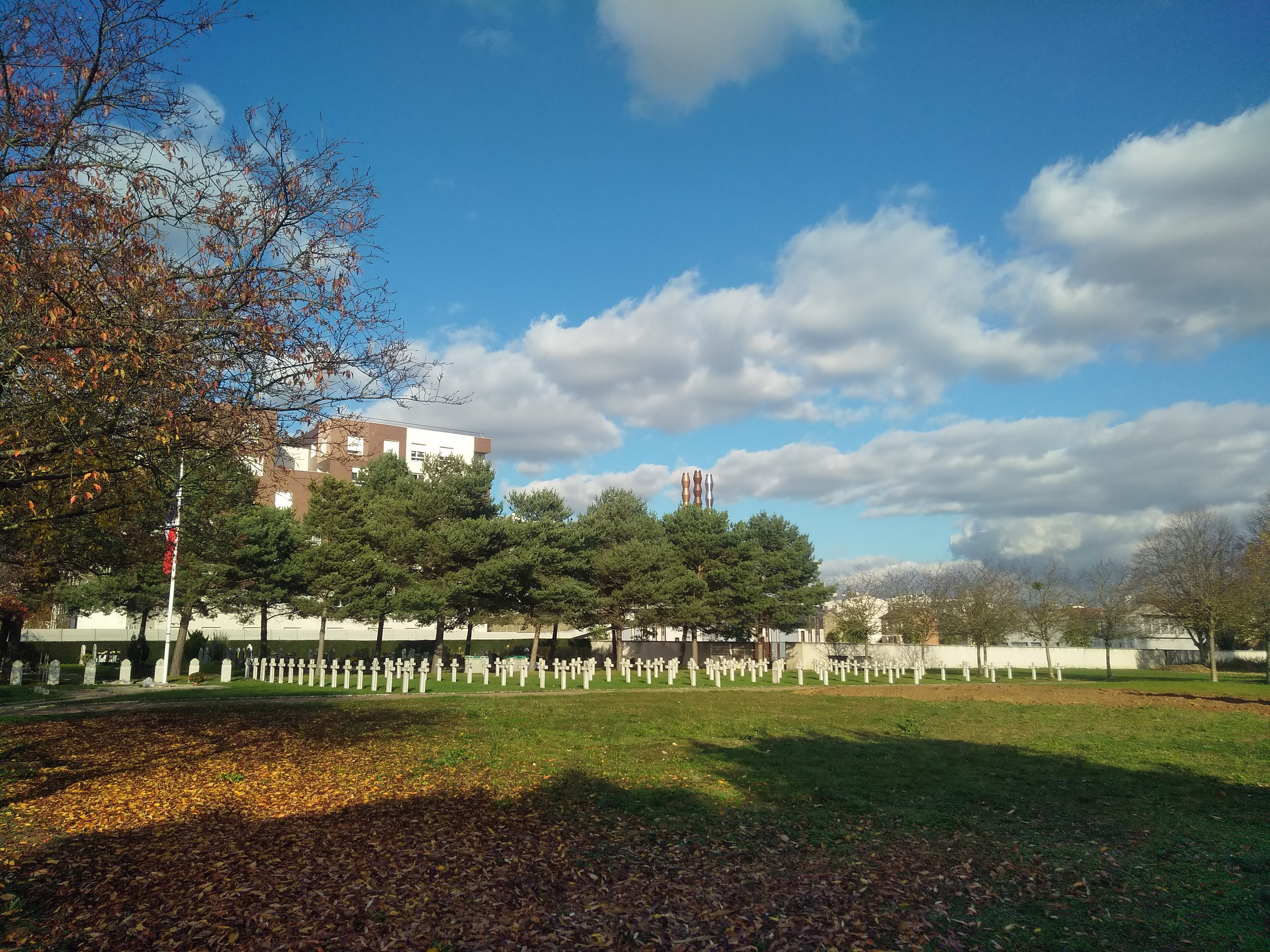
Le carré militaire.

Il possède un site cinéraire et un carré musulman.
Une ruche y a été déposée en 2015, dans un espace biodiversité,.

## Personnalités inhumées
Dans le carré militaire se trouvent notamment les tombes de nombreux soldats des anciennes colonies, morts pour la France.